# Albert K. Bender
Albert K. Bender (Duryea (Pennsylvania), 16 giugno 1921 – Los Angeles, 29 marzo 2016) è stato un giornalista e scrittore statunitense.
È conosciuto per la sua attività nel campo dell'ufologia, soprattutto per avere dato origine al mito degli Uomini in nero.

## Biografia
Bender frequentò la scuola secondaria superiore a West Pittston, in Pennsylvania. Durante il periodo scolastico fece parte dell'American Youth League, di cui fu eletto vice presidente e successivamente tesoriere. Richiamato alle armi in seguito allo scoppio della seconda guerra mondiale, fu inviato nel Maryland a Fort George G. Meade, dove lavorò come odontotecnico. Successivamente fu trasferito in Virginia a Langley, dove lavorò come odontotecnico e come redattore in un giornale dell'Esercito statunitense. Congedato dall'esercito nel 1943, Bender si trasferì con i genitori a Bridgeport nel Connecticut, dove trovò lavoro come impiegato in un'industria. Rimasto orfano della madre Ellen, rimase a vivere con il patrigno Michael Ardolino. Nel tempo libero Bender coltivava i suoi interessi per la fantascienza, il genere dell'orrore, il soprannaturale e l'occultismo. Si appassionò anche di ufologia e nel 1952 fondò una delle prime associazioni ufologiche, l'International Flying Saucers Bureau (IFSB), che cominciò a pubblicare anche un proprio bollettino trimestrale, Space Review. Il numero dei soci crebbe rapidamente superando i 600 membri, l'associazione si diffuse in tutti gli USA ed ebbe anche corrispondenti all'estero. Bender e i suoi collaboratori cominciarono a indagare su casi di avvistamenti di UFO, pubblicando le loro inchieste su Space Review. Nell'estate del 1953 Bender annunciò che avrebbe fatto importanti rivelazioni sugli UFO, ma nell'ottobre dello stesso anno pubblicò l'ultimo numero di Space Review e nel mese successivo sciolse la sua associazione senza spiegazioni. In seguito confidò ad alcuni stretti collaboratori, tra cui Gray Barker, di avere ricevuto la visita di tre misteriosi uomini interamente vestiti di nero, che lo avrebbero invitato ad interrompere le sue attività ufologiche e a sciogliere la sua associazione. Nell'ottobre 1954 Bender si sposò con Betty Rose. Su insistenza di Gray, Bender scrisse un libro sulla propria esperienza, che pubblicò nel 1962 con il titolo Flying Saucers and the Three Men. Nel 1965 Bender si trasferì con la moglie in California, dove lavorò come direttore di un motel. Nello stesso anno fondò la Max Steiner Music Society, che pubblicò un giornale e una newsletter. Bender morì all'età di 94 anni.

## Interpretazioni dell'esperienza di Bender
Bender è famoso per il suo incontro con i tre uomini misteriosi vestiti di nero, il cui racconto ha dato origine al mito degli Uomini in nero. Inizialmente egli interpretò i tre uomini come agenti governativi, raccontando ai suoi collaboratori che avevano un atteggiamento minaccioso e che gli sequestrarono i numeri di Space Review di cui era in possesso e una carta geografica che riportava l'ubicazione dei suoi corrispondenti. Bender disse anche di avere avuto un successivo incontro con uno dei tre uomini, che si comportò in modo più amichevole. Nella sua autobiografia pubblicata nel 1962 cambiò invece versione e raccontò che si trattava di extraterrestri venuti sulla Terra per procurarsi un elemento di cui avevano bisogno. Bender raccontò di avere ricevuto da loro nel marzo 1953 un messaggio telepatico, di averli incontrati per la prima volta nel luglio dello stesso anno e di avere avuto con loro incontri successivi. Questi esseri gli rivelarono di avere una base sotterranea in Antartide e lo vincolarono al segreto fino al 1960, anno in cui la loro missione sarebbe terminata. Il libro di Bender è stato accolto con numerose perplessità anche nell'ambiente ufologico. Alcuni dei suoi più stretti collaboratori si sono chiesti se la sua esperienza non fosse stata reale ma piuttosto di tipo psichico, favorita sia dallo stress di dirigere un'associazione divenuta di grandi dimensioni che dai suoi interessi per l'occultismo. Altri hanno ipotizzato che Bender possa avere inventato un racconto fantastico per mascherare la verità sull'incontro. L'ufologo Michael Swords, che ha potuto esaminare l’archivio di Bender, ritiene che si sia trattato di agenti governativi e ipotizza che il modo con cui si sono presentati e le storie che gli avrebbero raccontato avevano lo scopo di impressionarlo e di screditare la sua testimonianza, rendendola poco credibile. A sostegno della propria ipotesi, Sword fa notare che alcuni collaboratori di Bender furono avvicinati nelle settimane precedenti da agenti del FBI. Bender aveva dichiarato la sua intenzione di lavorare insieme ai suoi corrispondenti in Australia e Nuova Zelanda per stabilire le rotte dei dischi volanti; inoltre i suoi collaboratori stavano indagando su diversi casi, in particolare su una palla di fuoco che aveva bucato un cartellone pubblicitario a New Haven e che si trattava in realtà di un proiettile sparato dalla Marina militare. In tempi di maccartismo era inconcepibile per le autorità statunitensi che un’associazione privata indagasse su ordigni militari e prendesse accordi con cittadini stranieri per indagare sui voli degli aeromobili, così avrebbero deciso di fare pressione su Bender per indurlo a cessare la sua attività.

## Libri pubblicati
- Flying Saucers and the Three Men, Saucerian, 1962